# 德吕
德吕（法語：Druye，法語發音：[dʁɥi]）是法国安德尔-卢瓦尔省的一个市镇，位于该省西部，卢瓦尔河左岸，省会图尔市区西南约19公里，属于图尔区和图尔-卢瓦尔河谷都会区。该市镇总面积22.87 平方千米，海拔在69至101米之间，2022年1月1日时的人口为999人。

## 地理
德吕（47°18'33"N, 0°32'17"E）面积22.87 平方千米，位于法国中央-卢瓦尔河谷大区安德尔-卢瓦尔省，该省份为法国中西部省份，北起萨尔特省、东北接卢瓦-谢尔省，东南接安德尔省，南至维埃纳省，西临曼恩-卢瓦尔省。
与德吕接壤的市镇（或旧市镇、城区）包括：巴朗-米雷、安德尔河畔阿尔塔讷、阿宰勒里多、蓬德吕昂、萨谢、萨沃尼耶尔、瓦莱尔、维朗德里。
德吕的时区为UTC+01:00、UTC+02:00（夏令时）。

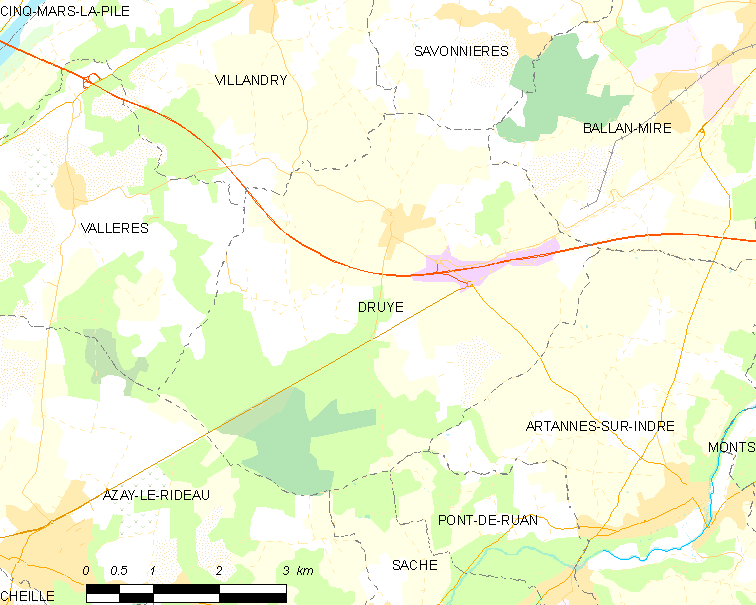
德吕的OSM定位图

## 行政
德吕的邮政编码为37190，INSEE市镇编码为37099。

## 政治
德吕所属的省级选区为巴朗-米雷县。

## 交通
法国国家A85号高速公路经过境内并设有一个出入口（9号），与安德尔-卢瓦尔省省道D751线交汇。另有安德尔-卢瓦尔省省道D121线和D300线经过德吕境内。
德吕站停靠往返于图尔和希农之间的区域列车。
图尔城市公共交通提供定制公交服务（R1线），可前往巴朗-米雷。

## 人口

1962-2008年间德吕人口变化图示

德吕于2022年1月1日时的人口数量为999人。